# Aqsai
Aqsai (kasachisch Ақсай; russisch Аксай Aksai) ist eine Stadt in Kasachstan mit etwa 35.000 Einwohnern. Sie liegt im Gebiet Westkasachstan.

## Geschichte
Der Ort wurde als eine Eisenbahnstation gegründet und bekam 1967 die Stadtrechte verliehen.

## Bevölkerung
Bei der Volkszählung 1999 wurde für Aqsai eine Einwohnerzahl von 28.953 Menschen angegeben. Bei der Volkszählung im Jahr 2009 hatte der Ort 32.873 Einwohner. Bei der letzten Volkszählung 2021 lebten 36.293 Menschen in Aqsai. Zum 1. Januar 2025 ergab die Fortschreibung der Bevölkerungszahlen eine Einwohnerzahl von 35.761 Menschen.
| Einwohnerentwicklung               | Einwohnerentwicklung | Einwohnerentwicklung | Einwohnerentwicklung | Einwohnerentwicklung | Einwohnerentwicklung | Einwohnerentwicklung |
| 1959                               | 1970                 | 1979                 | 1989                 | 1999                 | 2009                 | 2021                 |
| ---------------------------------- | -------------------- | -------------------- | -------------------- | -------------------- | -------------------- | -------------------- |
| 9.467                              | 10.520               | 10.400               | 18.237               | 28.953               | 32.873               | 36.293               |
| Anmerkung: Volkszählungsergebnisse |                      |                      |                      |                      |                      |                      |

## Wirtschaft
Mit der Eröffnung der großen Öl- und Gas-Förderanlage Karatschaganak erhielt Aqsai einen Anstoß zur schnelleren Entwicklung. Anfang und Mitte der 1980er-Jahre siedelten sich in der Stadt Bauarbeiter aus Ländern des Rats für gegenseitige Wirtschaftshilfe an; insbesondere aus der Tschechoslowakei, DDR, Ungarn und Bulgarien. Sie sorgten für den Bau der Linien auf dem Ölfeld und Wohnmöglichkeiten. Ursprünglich ging man davon aus, dass die Rohstoffe aus dem Umkreis komplett in der Orenburger Gas Anlage verarbeitet werden. Seit jener Zeit ist der Stadt die Bezeichnung „Tschechische, deutsche Häuser, ungarisches Städtchen“ («чешские», «немецкие» дома, венгерский городок) geblieben. In der gleichen Zeit wurden in dem Gebiet eine Reihe unterirdischer nuklearer Explosionen für die Schaffung von unterirdischen Lagerstätten durchgeführt. Derzeit sind alle Hohlräume, die sich aus der Explosion ergaben, konserviert und haben keine Auswirkung auf die Öl-Produktion. Die Kontrollen über den Zustand der Hohlräume werden durch das Nationale Nuklearzentrum Kasachstans geführt.

## Verkehr
In der Stadt befindet sich ein Bahnhof der Eisenbahnstrecke von Oral nach Sol-Ilezk.